# Discontinuité (revue)
Pour les articles homonymes, voir Discontinuité.
 (janvier 2012).
Discontinuité est une revue littéraire francophone qui, comme le mouvement Dada a marqué le paysage littéraire et artistique européen durant la première moitié du XXe siècle.

## Historique
La revue Discontinuité est publiée à Paris en juin 1928. Elle s'inscrit dans le mouvement des avant-gardes littéraires et artistiques de l'époque. Bien que la revue n'ait connu qu'un unique numéro, son titre reflète la volonté de ses créateurs de proposer un point de vue non conventionnel et philosophique dans le paysage des revues littéraires.
Contrairement à d'autres publications contemporaines telles que Le Grand Jeu ou La Révolution surréaliste, les directeurs de Discontinuité, Arthur Adamov et Claude Sernet, ne mettent pas l'accent sur la mise en page ou les recherches typographiques, pratiques courantes dans les revues avant-gardistes de l'époque. Le choix du titre de la revue est probablement influencé par les idées philosophiques d'Adamov, en harmonie avec l'évolution intellectuelle de Sernet. Ami de Benjamin Fondane et familier de l'œuvre de Léon Chestov, Sernet fréquente également Roger Gilbert-Lecomte, membre du groupe du Grand Jeu.
Le lancement de Discontinuité intervient après la parution du onzième numéro de La Révolution surréaliste en mars 1928, et coïncide avec la sortie du premier numéro du Grand Jeu en juin 1928. La revue apparaît au sein d'une période prolifique pour la vie littéraire et artistique parisienne, aux côtés de nombreuses autres publications telles que Orbes, dirigée par Jacques-Henry Levesque et Olivier de Carné. Orbes rassemble d'anciens dadaïstes et surréalistes, parmi lesquels Joseph Delteil, Georges Hugnet, Francis Picabia, Pierre Reverdy, Georges Ribemont-Dessaignes, Philippe Soupault et René Laporte, et est vendue au prix de 10,50 francs.

## Description
Le premier numéro de Discontinuité (vendu 3 fr.) sera aussi le seul et unique numéro diffusé. Il comporte seize pages illustrées de neuf clichés photographiques ou de reproductions artistiques d'objets, de portraits et des reproductions d'œuvres d'art (tableau, collage, dessin, rayogramme, photographies). Cette iconographie la différencie particulièrement des autres publications d'avant-garde, non seulement par l'importance accordée à l'image, mais aussi par la diversité et l'éclectisme des thématiques abordées par les contributeurs. Ce choix est particulièrement signifiant car il reprend, de façon métaphorique et symbolique, le titre plutôt énigmatique de la revue.
Mais surtout, la revue d’Adamov et de Sernet réunit de nombreux artistes venus, comme eux, d'autres pays. Ce sont treize poètes, peintres et étudiants, qui tentent une approche, elle-même discontinue de la vraie vie, chacun d'entre eux aspirant à un changement politique, social, esthétique, poétique, philosophique, profond et révolutionnaire : Arthur Adamov, Serge Victor Aranovitch, Monny de Boully, Victor Brauner, Jean Carrive, Benjamin Fondane, Fernand Lumbroso, Georges Malkine, Dida de Mayo, Michonze, Georges Neveux, Man Ray, Claude Sernet. 

## La discontinuité
La discontinuité ne figure pas dans les listes des principes, des concepts, des paradigmes établis dans les sciences humaines. En choisissant ce titre les créateurs de Discontinuité souhaitent mettre l'accent sur un courant de philosophie critique et phénoménologique qui a débuté au XIXe siècle en Allemagne.
Après la guerre de 1914 des artistes originaires du monde entier viennent à Paris. De simple phénomène la discontinuité devient problème, et les principaux collaborateurs de la revue souhaitent soumettre leurs recherches artistiques à l'expression du sentiment de la discontinuité existentielle. Georges Neveux, l'un des membres du groupe de discontinuité indique que : « C’est en été 28 que parurent à peu de distance les deux premières revues directement influencées par le Surréalisme : le Grand Jeu et Discontinuité. [...] Discontinuité a été conçue et créée par plusieurs amis, et, en tête, par Claude Sernet et Adamov. Deux destinées assez voisines à leurs débuts, mais qui devaient prendre des directions presque opposées. Adamov qui s’était d’abord voulu unanimiste venait d’être conquis par le Surréalisme. Il allait quelques années plus tard se laisser envahir par l’univers de Kafka, pour achever son évolution en écrivant des pièces de théâtre d’inspiration directement communiste et de forme souvent brechtienne. [...] À l’inverse du parcours d’Adamov, plein de soubresauts et de zigzags, toute l’œuvre poétique de Claude Sernet donne l’impression d’une ligne droite, ou, plus exactement, d’une spirale qui s’élève régulièrement dans la même direction. Moins intellectuel qu’Adamov, mais d’une sensibilité plus aiguë, il était destiné à exprimer, avec une perfection grandissante ce désespoir qui l’habitait et dont il n’a jamais guéri »
La Première Guerre mondiale a détruit tout ce qui paraissait stable en Europe. Ses conséquences permettent aux membres du groupe Discontinuité de comprendre que le principe de discontinuité est viralement à l'origine de la crise de la civilisation européenne et des déchirures ontologiques de l’homme moderne.
Déjà, à la fin du XIXe siècle, la discontinuité avait beaucoup intéressé les peintres, spécialement les impressionnistes (et Seurat en particulier) qui demandent alors à la science de les guider dans leur quête des mystères de la lumière. C’est ainsi qu’on la retrouve à l'ordre du jour dans nombre d'ouvrages techniques traitant de la couleur. Des scientifiques et des chercheurs, comme Watson[Qui ?] un des fondateurs de l'école behaviouriste, ou encore Charles Henry se sont souvent rassemblés autour de son étude.
Il n'est pas jusqu'à la physique moderne qui ne lui consacre alors une partie de ses travaux. Dans sa théorie des quanta Max Planck (prix Nobel en 1918) met l’accent sur une théorie de la propagation de la lumière qui pose que l'énergie émise par une radiation varie d'une façon discontinue par quantité appelée grains d'énergie. Cette théorie sera bientôt modifiée par Heisenberg (prix Nobel en 1932), qui lui adjoint le principe d'indétermination. Ce physicien remet en cause, une fois encore, le principe de la discontinuité fondamentale du vivant qui pose l'importance de la reconnaissance de l'action de l'observateur pour accéder à la connaissance de la réalité objective. Cette interprétation, dite de Copenhague, de la mécanique quantique oblige à renoncer au déterminisme de l'existence d'un objet réel, indépendant de la conscience subjective de l'observateur.
Comme les artistes des avant-gardes Stéphane Lupasco entame lui aussi un parcours qui le conduit à élaboration d'une pensée philosophique novatrice en portant au jour la logique du contradictoire : « La philosophie de Lupasco se place sous le double signe de la discontinuité avec la pensée philosophique constituée - cachée, car inhérente à la structure même de la pensée humaine - avec la tradition. Elle a comme double source la logique déductive, forcément associative et l'intuition - une intuition poétique, et donc non-associative, informée par la philosophie quantique. ».
Dans les milieux d'avant-gardes et du Surréalisme de nombreux artistes connaissent bien le monde scientifique. Pierre Mabille un proche compagnon de Breton rappellera que « dans sa vie de relation, l'homme doit être considéré comme un appareil susceptible de vibrer à une gamme assez restreinte de phénomènes extérieurs définis en qualité, en quantité et en durée. » Le grand explorateur de l'amour qu'est Georges Bataille notera lui aussi que « Nous sommes des êtres discontinus, individus mourant isolément dans une aventure inintelligible, mais nous avons la nostalgie de la continuité perdue ».
La littérature de la fin du XIXe siècle, et en particulier les poésies de Lautréamont et de Rimbaud, sont à l'aube de la discontinuité. Le monde qu'appréhendent Les Chants de Maldoror ou les Illuminations est celui de la discontinuité absolue. Les proses poétiques de Rimbaud et de Lautréamont sont sans suite, sans liens logiques ou stylistiques, elles se situent par rapport à des plans différents les uns des autres, et incompatibles entre eux. Les genres y sont mêlés, la syntaxe est désorganisée, la métaphore y est déroutante. On peut aussi leur ajouter le Bouvard et Pécuchet de Flaubert, ou encore le théâtre d'Alfred Jarry. Toutes ces œuvres préfigurent aussi la mise au jour d'un domaine d'étude nouveau du discontinu : celui du rêve.
À la veille du premier conflit mondial, les écrivains et les poètes assistent les premiers, à la dislocation de la continuité du monde. Dans le domaine du roman, Marcel Proust construit une œuvre qui est pour lui l'unique moyen, de reprendre le contrôle de la réalité insaisissable du temps discontinu que la mémoire n'arrive plus à fixer. Dans celui de la poésie, l'année 1913 voit la parution d'Alcools d'Apollinaire, de La Prose du Transsibérien de Cendrars, de la représentation du Sacre du Printemps d'Igor Stravinsky, du Coup de dés des Poésies de Mallarmé, des Mots en liberté de Marinetti.
Tous ces actes créateurs sont dé-constructeurs du continuum des traditions classiques. Il faut leur joindre le surgissement révolutionnaire de L’Art Nègre qui modifie de fond en comble la peinture, la sculpture, l’anthropologie et l’esthétique. À côté des écrivains, des philosophes et des poètes d'autres noms importants surgissent : Freud, Einstein, Kafka, Bergson, Joyce, Klee, Walter Gropius, F. L. Wright, Le Corbusier, Gandhi.
Ces transformations de la connaissance scientifique et artistique bouleversent tous les secteurs de la pensée. Les années 1920-1930 marquent le déclin du côté prométhéen de la continuité indéfinie du progrès, et des idées qui dominaient la civilisation mécanicienne que les Expositions Universelles aimaient magnifier symboliquement avec les palais à la gloire de l'électricité, de la machine, de l'industrie, du commerce et des colonies. Ces marques (continues) d'une société forte et sûre d'elle-même masquaient aussi les signes (discontinus) patents de son déclin et de ses renaissances.
Après les revues dadaïstes, la revue Discontinuité focalise de nouveau l’attention du public et des Surréalistes sur l'expression d'une sensibilité nouvelle au temps et aux choses. Elle révèle l'enfantement douloureux d'un nouveau monde issu de la photographie, du cinéma, de la vitesse, des applications électriques et optiques nées des progrès techniques qui inspirent des mouvements comme le Futurisme ou le Constructivisme. Elle mélange des artistes apportés, emportés, transportés d’un peu partout à Paris. Le monde de la philosophie est transformé par le travail de Nietzsche, de Heidegger et de Chestov.  En 1930, Benjamin Fondane, ami intime de Sernet note prémonitoirement : « Nous vivons dans un monde discontinu. Les philosophes ont beau vouloir coller soigneusement les morceaux épars, pour éviter de faire voir les ruptures, l'histoire est faite de trous, de bosses et de fosses communes ».
Dans l'entre deux guerres, Paul Valéry, écrivain, poète, essayiste, très fin observateur de la vie de l'esprit aborde souvent les contours de la discontinuité dans sa série des Variétés. Il insiste longuement sur les changements qui ont frappé la continuité européenne. Dans le vaste champ de l'économie, même des spécialistes comme Keynes reconnaissent alors sa présence : « Nous avons été bouleversés au-delà de ce que nous pouvions supporter et nous avons besoin de repos. Jamais au cours de l’existence des hommes en vie à ce jour, l’élément universel dans l’âme humaine n’a brillé aussi faiblement ».
Toute l'unité du vieux monde vacille. Des pans entiers de certitudes tombent. De simple préoccupation diffuse le concept de discontinuité est déjà assez fort en 1928 pour devenir le titre d'une revue. C'est aussi de ce sentiment de discontinuité que naîtra, après le second conflit mondial, un nouveau courant littéraire et artistique (avec Sartre, Camus, Cioran, Ionesco, Vian, Beckett, Dubuffet) auquel la critique donnera alors le nom d'Absurde.